# Himantura

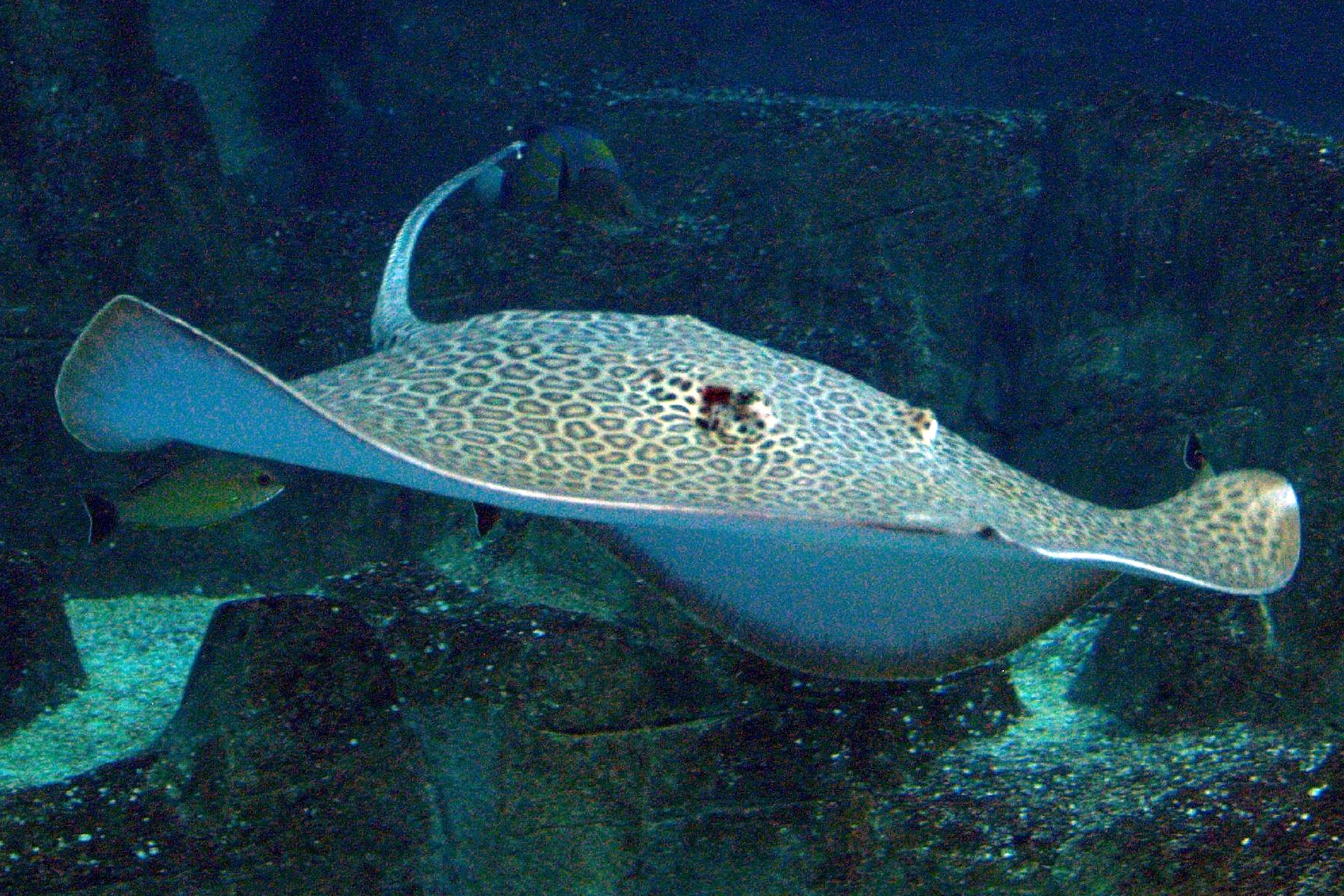
Himantura undulata

A Himantura a porcos halak (Chondrichthyes) osztályának sasrájaalakúak (Myliobatiformes) rendjébe, ezen belül a tüskésrájafélék (Dasyatidae) családjába tartozó nem.

## Tudnivalók
A Himantura-fajok többsége a Csendes- és az Indiai-óceánokban fordulnak elő; egy faj az Atlanti-óceánban található meg, míg kettő faj édesvízi és az ázsiai Csaophraja, Gangesz, illetve Mekong folyamokban élnek. Az úszófesztávolságuk fajtól függően 40-410 centiméter között van.

## Rendszerezés
A nembe az alábbi 15 élő faj tartozik:
- Himantura alcockii (Annandale, 1909)
- Himantura australis Last, White & Naylor, 2016
- Himantura fava (Annandale, 1909)
- Himantura fluviatilis (Hamilton, 1822)
- Himantura krempfi (Chabanaud, 1923)
- Himantura leoparda Manjaji-Matsumoto & Last, 2008
- Himantura marginata (Blyth, 1860)
- Himantura microphthalma (Chen, 1948)
- Himantura pacifica (Beebe & Tee-Van, 1941)
- Himantura pareh (Bleeker, 1852)
- Himantura randalli Last, Manjaji-Matsumoto & Moore, 2012
- Himantura schmardae (Werner, 1904)
- Himantura tutul Borsa, Durand, Shen, Alyza, Solihin & Berrebi, 2013
- Himantura uarnak (Gmelin, 1789) - típusfaj
- Himantura undulata (Bleeker, 1852)